# Paloč
Paloč är ett samhälle i Bosnien och Hercegovina.   Det ligger i entiteten Federationen Bosnien och Hercegovina, i den centrala delen av landet, 60 km väster om huvudstaden Sarajevo. Paloč ligger 784 meter över havet och antalet invånare är 372.
Terrängen runt Paloč är kuperad västerut, men österut är den bergig. Paloč ligger nere i en dal. Närmaste större samhälle är Bugojno, 17,2 km nordväst om Paloč.
Omgivningarna runt Paloč är en mosaik av jordbruksmark och naturlig växtlighet. Runt Paloč är det ganska tätbefolkat, med 93 invånare per kvadratkilometer.